# Old Time Revival
Old Time Revival ist ein Jazzalbum von Dennis González New Southern Quintet. Die am 20. August 2002 in Dallas entstandenen Aufnahmen erschienen 2003 auf Entropy Stereo Recordings.

## Hintergrund
Das New Southern Quintet von dem Trompeter Dennis Gonzalez und dem Schlagzeuger Alvin Fielder zusammengestellt worden, um erfahrene Musiker zu einer Zusammenarbeit zu bringen, die im Süden der USA und dessen musikalischen Traditionen verwurzelt sind, notierte Joy Collins. Dennis González und Fielder spielten mit den Saxophonisten Andrew Lamb und Tim Green; Bassist war Malachi Favors. Es war einer der letzten Auftritte des im Januar 2004 verstorbenen Bassisten.

## Titelliste
- Dennis González New Southern Quintet: Old Time Revival (Entropy Stereo Recordings ESR014)[1]

1. The Matter at Hand
2. Document for Charles Brackeen
3. Hordes of the Morning Star
4. Hymn for Albert Ayler (Alvin Fielder)
5. Four Moods for Carol
6. Old Time Revival

Wenn nicht anders vermerkt, stammen die Kompositionen von Dennis González.

## Rezeption
François Couture verlieh dem Album in Allmusic drei Sterne und schrieb, Die Kombination von González’ Trompete, Lambs Tenor- und Greens Bass-Saxophon und Saxello eröffne weitreichende Möglichkeiten in dreistimmigen Linien. „Document for Charles Brackeen“ sei das am straffsten geschriebene und aufregendste Stück des Albums, heißes Head Arrangement, großartige Solos und etwas gewöhnlicher Walking Bass von Favors. Doch dann lasse Old Time Revival in seinem Schwung für zwei langsamere Nummern nach, die es nicht schafften, über das Niveau eines mittelmäßigen oder durchschnittlichen Post-Bop hinauszukommen. Das abschließende Titelstück kehre zu einem straffen, schnellen Hardbop zurück, der an Free Jazz grenze, mit dreiteiligen Bläserstimmen und dem inspiriertesten Solo des Trompeters der Session.
Joy Collins schrieb in One Final Note, das Ergebnis sei ein Album, das seine Kraft gleichermaßen aus jahrelanger Zusammenarbeit und ihren spirituellen Zielen beziehe. Die Stärke liege vor allem an der Qualität des kompositorischen Rahmenwerks, das den Musikern Raum zum Atmen für persönlichen Ausdruck biete und dennoch überzeugende melodische Blöcke enthalte. Es zeige sich eine kontrollierte Intensität im Geist des Tages, die sich auf das elastische Zeitgefühl konzentriere, das oft mit den Kategorien „Postbop“ und „kreative Musik“ in Verbindung gebracht werde. Der Bassist Malachi Favors sei ein echtes Original, der diese Session mit seinem immensen Sound und seiner wirklich einzigartigen Herangehensweise an sein Instrument belebe.